# 82分署 (電影)
《82分署》（日語：82分署／82（ワニ）分署）為1995年日本動作電影，由鱷魚書社及Vision Sugimoto製作，Vision Sugimoto及Maxam發行。
本片是井上晴美首部出演兼首次擔任女主角的電影。

## 概要
本片改編自篠原透的同名漫畫，故事講述警視廳82分署是警察局內的一個特別部門，專門處理無法通過常規程序抓獲的犯罪行為。來自通稱「鱷魚分署」的82分署女刑警火野三夏，與半年前偷走了價值數十億的黃金雕像「瑪莉亞的微笑」並正在逃亡中的根津發生激烈槍戰後被捕。但她的拍檔裕子受了重傷，被偷走的藝術品仍然下落不明。被指定為三夏新拍檔的加倉凜，是一位在外貌和性格上與三夏完全相反的大小姐類型，兩人互相排斥。然而，當三夏得知凜有著與自己一樣悲傷的過去後，三夏逐漸接受了她作為自己的拍檔。此時，被押解的根津殘忍地殺害了一名警察並逃跑了。隨後根津殺死了背叛他並偷走贓物的同黨，並將復仇的目光投向餘下的同黨亞里莎。偏執的藝術收藏家Dragon花了很多錢得到根津的幫助，他為了得到「瑪莉亞的微笑」而求助於根津。三夏和凜在被根津殺害的同黨屋子裡找到線索，並前往體育俱樂部尋找偷走贓物的亞里莎。兩人從喜歡亞里莎的導師口中得到情報，並設法掌握亞里莎和根津交易的地方，但亞里莎因凜的魯莽行動而被殺，另外又讓根津乘機逃脫。行動過後，三夏猛烈地斥責了凜，然後兩人分道揚鑣。根津將凜扣為人質，並將凜關在假日遊樂場裡。根津提出用凜換取藝術品，三夏獨自面對。此時，在假日遊樂場裡的摩天輪上被根津手下用刀脅持著的凜，憑著自己的機智獨自擺脫困境。被根津在泳池用槍指著並正在苦戰的三夏，潛入水下等待反擊機會。在衝過來的凜幫助下，三夏從泳池水中游上水面向根津扔刀，最終殺死了根津。被偷走的「瑪莉亞的微笑」最後也在教堂裡被發現，三夏和凜明亮的笑聲響徹在終於回復平靜的鱷魚分署裡。

## 製作
- 導演：後藤大輔（日语：後藤大輔）
- 編劇：後藤大輔、安井國穗（日语：安井国穂）
- 音樂：村山龍二
- 片長：90分鐘

## 演員
- 井上晴美（日语：井上晴美）：火野三夏
- 田山真美子（日语：田山真美子）：加倉凜
- LILIKO（日语：LiLiCo）：亞里莎
- 清水宏次朗（日语：清水宏次朗）：草薙
- Paul牧（日语：ポール牧）：Dragon
- 螢雪次朗（日语：螢雪次朗）：課長
- 山本幸男（日语：ユキオ・ヤマト）：根津
- 片岡鶴太郎：緒方

## 外部連結
- 互联网电影数据库（IMDb）上《82分署》的资料（英文）